# اگزاسیلین
اگزاسیلین (به انگلیسی: Oxacillin)
رده درمانی: آنتی‌بیوتیک‌های بتالاکتام
اشکال دارویی: کپسول، آمپول

## موارد مصرف
اگزاسیلین از دسته پنی‌سیلینهای مقاوم به بتالاکتاماز است. از لحاظ اثر ضدمیکروبی و خواص فارماکولوژیکی بسیار مشابه فلوکلوگزاسیلین است. این دارو همچنین متعلق به دسته ایزوگزازولیل پنی‌سیلینها (Isoxazolyl Penicillins) هست. این دسته که مقاومت خوبی نسبت به اسید دارند می‌توانند به صورت خوراکی مصرف شوند. 

فرمول شیمیایی اگزاسیلین

## مکانیزم اثر
این دارو همانند سایر بتالاکتام‌ها با اتصال به پروتئین متصل شونده به پنی‌سیلین (PBP) باعث مهار ترانس پپتیدازها می‌شود و باعث جلوگیری از ساخت پپتیدوگلیکان‌های دیواره سلولی باکتری و تخریب دیواره سلولی باکتری می‌شود. تغییر ساختار شیمیایی آن را مقاوم به آنزیم بتالاکتاماز تولید شده توسط برخی باکتریها ساخته است.

## طیف ضد میکروبی
باکتریهای حساس شامل:
- انواع استافیلوککها به جز استافهای مقاوم به متی‌سیلین (Methicillin resistant staph aureus, MRSA) این اثر ضعیفتر از اثر نافسیلین است.
- استرپتوکک پیوژن، پنوموکک و بعضی انواع ویریدنس.

ایزوگزازولیل پنی‌سیلینها جایگزین خوبی برای پنی سیلین در درمان عفونتهای حساس به پنی‌سیلین نیستند و روی انتروکک و لیستریا بی‌اثر هستند. همچنین به علت متغیر بودن جذب خوراکی در درمان عفونتهای شدید نوع خوراکی آنها جایگزینی برای انواع تزریقی نمی‌تواند باشد.

## اشکال دارویی
این دارو جذب خوراکی دارد ولی غذا جذب آن را کاهش می‌دهد. این دارو به اشکال خوراکی، تزریق عضلانی و درون رگی موجود است. 

## کاربردهای بالینی
این دارو در عفونتهای استافیلوککی مقاوم به پنی‌سیلین به کار می‌رود.

## عوارض جانبی
این دارو عوارض جانبی مشابه پنی‌سیلین را دارد.